# Паре (гори)
Па́ре (суах. Upare, Milima ya Upare, англ. Pare Mountains) — гори на північному сході Танзанії; найпівнічніша частина Східно-Африканського рифта на території Танзанії.

## Фізико-географічна характеристика
Гори Паре складаються з двох частин: Норт-Паре (Північні Паре) і Сауз-Паре (Південні Паре).
Норт-Паре розташовані на відстані 35 км на південний схід від Кіліманджаро. Висота гір коливається в інтервалі від 500 до 2113 метрів. У горах переважно розташовані ферми, тоді як первинні ліси більшістю вирубані або замінені на привезену рослинність. Охороною території займається три лісних резервата, створення подібних планується ще в трьох місцях. Загальна площа лісів сягає 74 км².
Сауз-Паре розташовані на південний схід від Норт-Паре. Від гір Усамбара, а саме Вест-Усамбара вони відокремлені 20-тикілометровим коридором — долиною річки Мкомазі, в яку стікають основні водні ресурси гір, і яка сама є притокою річки Пангані. Ця частина гір є вищою за північну й сягає 2462 метрів на пику Шенгена (англ. Shengena Peak). Тут містяться 11 лісних резерватів (ще 5 заплановано до створення). Загальна площа лісів сягає 271 км².

## Флора і фауна
З причин активної сільськогосподарської діяльності людини рослинний і тваринний світ у горах Паре є досить бідним. У посушливі  сезони значної шкоди рослинному й тваринному світу завдають пожежі.
Втім, у Норт-Паре представлено 54 види лісових птахів, найрідкіснішим з яких є Accipiter ovampensis, Otus scops та Indicator meliphilus. Тут поширені сухі ліси й чагарі, типовими видами для якиє є Prunus africana, Albizia gummifera, Newtonia buchananii.
Серед резерватів Сауз-Паре популярністю у фахівців відзначається лісний резерват Хром (англ. Chome Forest Reserve), на території якого розташована найвища точка гір. У цьому резерваті, зокрема, водиться ендемік гір Паре — птах Zosterops winifredae, а також Sheppardia sharpei і Orthotomus metopias, для яких резерват є найпівнічнішим окраєм ареалу.

## Людська діяльність
У горах проживають представники етносу паре. У минулому вони добували залізо в горах і торгували ним з сусідніми долинними народами. Цей товар був досить популярним, здебільшого його купували люди чагга. 
У теперішній час гори Паре адміністративно відносяться до регіону Кіліманджаро. На території Норт-Паре у 40 селищах проживають понад 56 тисяч жителів, тоді як населення Сауз-Паре сягає 94 тисячі осіб, які мешкають у 49 селах.
У горах буває здійснюється незаконна вирубка лісів задля дров (і на продаж), притому що в Сауз-Паре ростуть цінні породи дерев; розповсюджене також випасання худоби на гірських видолинках.